# Женени с деца
За българска адаптация от 2012 г. вижте Женени с деца в България.
„Женени с деца“ (на английски: Married… with Children) е американски ситком за едно мързеливо семейство (Бънди), което живее в Чикаго. Централно място в сериала заемат Ал Бънди, бивш играч на американски футбол, който сега е продавач на обувки, Пеги – неговата безвкусно облечена, необразована и жадна за секс съпруга и техните две деца: лекомислената им дъщеря Кели, и синът им Бъд, който се смята за много готин и е луд по момичета.

## Сериал
Главната мелодия към сериала е песента на Франк Синатра „Love and Marriage“. Сериалът е излъчен за пръв път на 5 април 1987 г. по FOX, а последният епизод излиза на екран десет години по-късно, на 20 април 1997 г.
Сериалът не получава добри оценки при появата си през 1987 г. Той е неинтелектуална комедия, която се върти само около т.нар. „тоалетен хумор“ и сексуалния фарс. Героите са еднопластови пародии на действителни хора. Въпреки тези недостатъци, зрителите бързо обикват шоуто, защото то отразява начина на живот на голяма част от масите в САЩ, който дотогава не е представян по телевизията. Идеята за нещастния брак между двама души, които напълно са се провалили в живота, никога дотогава не е използвана. Неочаквано хората се изправят срещу една караща се, нещастна, бедна двойка и техните невъзпитани и безотговорни деца.
Постепенно чувството за хумор на сериала и качеството на актьорската игра се подобряват значително. Дори критиката започва да хвали шоуто за спорните въпроси, които започват да стават неизменна част от сериала – расизъм, феминизъм и промискуитет. До края на последните серии актьорите и актрисите, участващи в сериала, са познати на публиката като техните герои и героини в сериала. Въпреки че няколко души от актьорския състав участват в други проекти по време на снимането на сериите, само Кристина Апългейт има някакъв успех в това отношение.
Интересното е, че първоначално ролята на Бъд е трябвало да се изпълнява от Хънтър Карсън, а тази на Кели от Тина Каспари. Те даже участват в заснемането на неизлъчвания пилотен епизод през месец декември 1986 година. По-късно части от него са използвани за излъчвания пилотен епизод с участието на Дейвид Фостино и Кристина Апългейт. Официално шоуто брои за свое начало април 1987 година, но въпреки това оригинално започва в края на 1986 година. Неизлъчваният епизод е достъпен в Интернет на сайта YouTube. През 2001 година E! Истински Холивудски истории разкриват истината около смяната на главните герои, обаче няма кой знае какъв отзвук, защото Женени с деца отдавна е спряло излъчването си (през 1997 година). Въпреки това, 7 години по-късно през 2008, в Интернет започва да се шуми около смяната на актьорите. Докато хората намират смяната на Карсън с Фостино за разумна и оправдана, те обвиняват екипа на шоуто, че е подкопал кариерата на Тина Каспари. Според мнозина Каспари има по-голям потенциал от Кристина Апългейт, съдейки по кадрите от неизлъчвания пилотен епизод. Последвалият скандал със смяната на Кели води до отдръпването на някои фенове на шоуто от него. Много от тях стигат дотам, че открито обвиняват Кристина Апългейт, че е получила ролята благодарение на връзките си в шоубизнеса (майка ѝ е актриса, а баща ѝ музикален продуцент). Мнозина смятат постъпката ѝ за неразумна.

## Герои

### Семейство Бънди
- Ал Бънди – главата на семейството. Той е бивш играч на гимназиалния отбор по американски футбол, докато не среща Пег. След срещата с бъдещата си съпруга неговият живот се разпада и той е принуден да стане продавач на обувки в „New Marcet Mall“ в магазин „Gary's Shoes“. Нищетата му е в основата на хумора на сериала.
- Маргарет „Пеги“ Бънди – съпругата на Ал и майка на Кели и Бъд. Ал смята, че тя е причината за неговата мизерия. Тя е мързелива майка, която почти не се е занимавала да възпита децата си (същото се отнася и за баща им), нито проявява интерес да готви или върши каквато и да е къщна работа. Вместо това тя предпочита да гледа телевизионни шоута (най-често „Опра“). Пеги често пренебрегва нуждите на семейството си и харчи безразборно малкото пари, които Ал припечелва от работата си. Тя не е склонна да започне работа и в повечето случаи прахосва парите си не за храна, а за дрехи.
- Кели Бънди – първородното дете на семейство Бънди. Типичен пример за „глупавата блондинка“, която е склонна към промискуитет. Тя е забавна главно с глупостта, която изразява. В един от епизодите се показва, че като малка е била умна и е чела изключително много, докато не претърпява пътен инцидент. След това тя предпочита да се концентрира върху своите „лъскави обущенца“. Кели често се присмива на по-малкия си брат Бъд.
- Бъд Бънди – второто дете на семейството. Бъд е момче, което смята себе си за много интелигентно и секси, но често излиза точно обратното. В повечето случаи жените го „отрязват“. Той не пропуска да обиди сестра си Кели за нейните празноглавие и промискуитет.
- Бък – домашният любимец на семейството. Кучето презира семейство Бънди и неговите мисли са често озвучавани. Бък „умира“ по време на една от сериите, за да може кучето, което играе ролята му, да се пенсионира.
- Лъки – кучето, което семейството си взема, след като Бък умира. Лъки всъщност е прероденият Бък, но никой от семейството не осъзнава това.
- Седем – дете, което е осиновено от семейството по време на една от сериите. Той не се харесва на зрителите, така че напуска сериала без логично обяснение.

### Съседите
- Марси Д'Арси – най-добрата приятелка на Пеги и нейна съседка. Тя смята себе си за по-интелигентна и гледа отвисоко на съседите си, но често пада до тяхното ниво. Марси е женена за Стийв Роудс, но след това той я напуска и след бурна нощ тя осъзнава че е женена за Джеферсън Д'арси. Марси е природозащитничка и отглежда катеричка в двора си.
- Стив Роудс – първият съпруг на Марси. Той е банкер, който подобно на своята съпруга се мисли за по-умен и възвишен от семейство Бънди, но често пада до тяхното ниво. Той напуска Марси с намерението да се откаже от банкерството и да започне нов, близък до природата живот на рейнджър в горския национален резерват „Йосемити“. Това се случва през 4-тия сезон на сериала. Въпреки това, Стив се появява на няколко пъти в следващите сезони.
- Джеферсън Д'Арси – вторият съпруг на Марси. Със своята егоцентричност и мързел може да бъде смятан за мъжкия еквивалент на Пеги. Той се появява през 5-ия сезон и работи като барман, когато за пръв път среща Марси след банкерски конгрес. Тя се напива в бара и на сутринта открива, че е женена за Джеферсън. След това той се отказва от всякаква работа и започва само да си седи вкъщи и да чака съпругата му да се грижи за него. За разлика от Стив – първият съпруг на Марси – Джеферсън е много близък приятел на Ал и член на НЕ. Г.О.С.П.О.Ж.О и това често ядосва Марси.

### Второстепенни герои
- Гриф – колега на Ал в магазина за обувки. Той е член на организацията Н.Е. Г.О.С.П.О.Ж.О.
- Боб Руни и Айк – приятели на Ал от квартала и членове на Н.Е. Г.О.С.П.О.Ж.О.
- Полицай Дан – приятел на Ал, който се опитва да уравновеси своята кариера на полицай чрез приятелството си с Ал и неговите приятели. Често е глобявал Ал и членовете на Н.Е. Г.О.С.П.О.Ж.О.
- Семейство Уонка – родителите на Пеги. По-често само се споменават в разговорите, вместо да бъдат показвани. Майката на Пеги не е показана нито веднъж (в сериала често се правят намеци за огромното ѝ наднормено тегло), но баща ѝ се появява в няколко епизода.

### Емблеми
- Н.Е. Г.О.С.П.О.Ж.О. (на английски NO MA'AM – National Organization of Men Against Amazonian Masterhood) – клуб на мъже на средна възраст, които се срещат в гаража на Ал, за да обсъждат теми като бира и момичета.

## Актьорски състав
- Ед О'Нийл – Ал Бънди
- Кейти Сегал – Пеги Бънди
- Кристина Апългейт – Кели Бънди
- Дейвид Фостино – Бъд Бънди
- Аманда Биърс – Марси Роудс-Д'Арси
- Дейвид Гарисън – Стийв Роудс
- Тед Макгинли – Джеферсън Д'Арси

## Проблеми със сериала и актьорите
- За ролите на Бъд и Кели Бънди били избрани Хънтър Карсън и Тина Каспари. Заснемат пилотен епизод, който не бива излъчен. След това ги заменят с Дейвид Фостино и Кристина Апългейт. Те участват в два-три филма и се отказват от киното. Така и не постигат успех в киното, въпреки положителните ревюта, особено по повод на Тина Каспари.
- По време на сериала Кейти Сейгал (Пеги Бънди) забременява. Решават да включат бременността в епизодите, но по-късно Сейгал внезапно помята. Епизодите се пренаписват, така че да изглежда, че Ал е сънувал, че Пеги е бременна.
- Дейвид Фостино дълго време има проблеми с алкохола и дрогата и дори е арестуван няколко пъти.
- Рон Левит, един от двамата създатели на „Женени с деца“, умира в началото на 2008 година от рак.
- Кристина Апългейт е диагностицирана с рак на гърдата през август 2008 и по-късно претърпява операция.
- Според много източници Аманда Биърс (Марси) се е държала по-женствено преди да участва в „Женени с деца“. Нейната героиня Марси в първите няколко сезона е все още женствена, а в по-късните сезони вече се държи като мъжкарана и дори се облича като момче. Малко след това Биърс признава, че е лесбийка.

## Международни версии

### България
Българската версия е озаглавена „Женени с деца в България“ и се излъчва по Нова телевизия от 26 март до 14 май 2012 г., всеки понеделник от 21:00 по два епизода.

## „Женени с деца“ в България
В България сериалът първоначално е излъчен по bTV на 11 ноември 2002 г. с разписание всеки делник от 18:00 ч. и завършва през есента на 2003 г. Ролите се озвучават от Силвия Лулчева, Ралица Ковачева, Божидар Попчев, който е заместен от Тодор Николов от шести епизод на трети сезон и Стефан Димитриев. В тринадесети епизод от първи сезон и в първи епизод от втори сезон Ковачева е заместена от Здрава Каменова. Режисьор на дублажа е Чавдар Монов. Измежду преводачите на сериала е Златна Костова.
На 4 август 2008 г. сериалът започва повторно излъчване по Диема. На 5 юни 2018 г. започва наново, всеки делничен ден от 16:00 по два епизода с повторение от 05:30. На 17 януари 2019 г. започва последният единайсети сезон и дублажът му е записан наново. Дублажът е на студио Медиа Линк, а в преозвучения единайсети сезон е на Диема Вижън, чието име не се споменава. Ролите се озвучават от Радосвета Василева, Ралица Ковачева-Бежан, Стефан Димитриев и Александър Воронов. В десети епизод на десети сезон Ралица Ковачева-Бежан е заместена от Петя Силянова, която е режисьорът на дублажа.
На 29 декември 2011 г. започвa повторно излъчване от първи сезон по bTV Comedy с разписание всеки делник от 22:00 и повторение от 16:00. На 3 ноември 2012 г. започва наново, всяка събота и неделя от 14:00 по шест епизода.
На 22 юни 2020 г. започва повторно излъчване по Нова телевизия с разписание всеки делник от 01:30 по два епизода и завършва на 19 декември 2020 г.
Сериалът е излъчван многократно и по Fox Life. След няколкогодишно прекъсване започва наново на 16 април 2023 г. с разписание от 01:00 по четири епизода с повторение от 15:10.